# Sophie Errante
Sophie Errante (ur. 22 lipca 1971 w Nantes) – francuska polityk reprezentująca partię La République En Marche! W wyborach parlamentarnych w czerwcu 2017 r. została wybrana do francuskiego Zgromadzenia Narodowego, w którym reprezentuje departament Loary Atlantyckiej. 